# Megaloharpya
Megaloharpya is een kevergeslacht uit de familie van de boktorren (Cerambycidae). De wetenschappelijke naam van het geslacht werd voor het eerst geldig gepubliceerd in 1993 door Allard.

## Soorten
Megaloharpya is monotypisch en omvat slechts de volgende soort:
- Megaloharpya lequeuxi Allard, 1993